# Camelford
Camelford är en stad och civil parish i Cornwall i England. Orten har 2 945 invånare (2011).